# Fundación de la Universidad de Versailles
La Universidad de Versailles Fundación (en francés : Fondation Université de Versailles Saint-Quentin-en-Yvelines) fue fundada en 2011. El objetivo de la Fundación, tal como fue presentado por UVSQ, es promover actividades científicas de interés público.

## Objetivos
Las materias incluyen medicina, ciencias, discapacidad, desarrollo sostenible, etc.

## Historia
Después de la creación de la Fundación en 2011, se han otorgado las primeras becas en 2014, con el fin de promover la movilidad internacional. Entre octubre de 2014 y junio de 2015, la Fundación trabaja para desarrollar la biblioteca universitaria.
En diciembre de 2015 se crea el "Versailles Sciences Lab". Durante el año 2016, se han celebrado los premios de jóvenes talentos.